# Брановец, Илья Васильевич
Илья Васильевич Брановец (16 апреля 1990, Слуцк, Минская область) — белорусский футболист, вратарь клуба «Слуцк».

## Биография
После развода родителей воспитывался бабушкой и дедушкой. Начал заниматься футболом с восьми лет в СДЮШОР г. Слуцка у тренера Александра Костюкевича. В 2006 году включён в основной состав клуба «Слуцксахар» (позднее — ФК «Слуцк»), прошёл с командой путь от чемпионата области до высшей лиги. В 2008 году сыграл свои первые матчи на профессиональном уровне во второй лиге Белоруссии. В первых двух сезонах играл достаточно часто и провёл 26 матчей, но затем утратил место в составе. В 2010 году стал вторым призёром турнира второй лиги, в 2013 году — победителем первой лиги. В 2014 году провёл полсезона на правах аренды в клубе первой лиги «Волна» (Пинск).
Свой первый матчи в высшей лиге сыграл только через два года после выхода «Слуцка» в элиту — 17 мая 2016 года против «Гранита», а всего в мае-июне 2016 года провёл 5 матчей. В этот момент два основных вратаря клуба, Артур Лесько и Константин Руденок, были травмированы. Затем снова долгое время был резервистом. В сезоне 2019 года провёл 11 матчей в высшей лиге. В декабре подписал новое соглашение со слуцким клубом.

## Личная жизнь
Окончил Белорусский государственный университет физической культуры (2012). Женился в 2014 году, супруга Юлия, сын Артём.